# Sapphirina lomae
Sapphirina lomae är en kräftdjursart som beskrevs av Esterly 1905. Sapphirina lomae ingår i släktet Sapphirina och familjen Sapphirinidae. Inga underarter finns listade i Catalogue of Life.